# ACV Scandicci ASD
ACV Scandicci ASD is een Italiaanse voetbalclub uit Scandicci die in de Serie D/E speelt. De club werd opgericht in 1908. De officiële clubkleur is lichtblauw.